# Leucoencefalopatía tóxica
La leucoencefalopatía tóxica o leucoencefalopatía espongiforme tóxica es una enfermedad rara que se caracteriza por un daño progresivo de la materia blanca ("leuco" significa blanco) en el cerebro (encéfalo), particularmente en la mielina, con causas como el abuso de drogas, exposición a toxinas ambientales o medicamentos quimioterapéuticos. La prevalencia de la enfermedad es baja y usualmente no es reportada, especialmente en casos donde se da por abuso de drogas. La técnica de imagen por resonancia magnética (IRM) es frecuentemente utilizada para realizar el diagnóstico. Sin embargo, incluso con los avances tecnológicos, aun se desconoce el mecanismo completo y la patofisiología subyacente de la leucoencefalopatía tóxica y se cree que esto varía dependiendo de las fuentes de toxicidad a las que fue expuesto el paciente. La gravedad clínica de la leucoencefalopatía tóxica también varia entre pacientes, dependiendo del tiempo de exposición, concentración y pureza del agente tóxico. Se ha observado que en algunos casos es posible revertir los efectos al eliminar al agente tóxico.

## Causas
Se conocen diversos agentes farmacológicos que causan leucoencefalopatía tóxica. Las causas más comunes son el uso de drogas y la quimioterapia; sin embargo, en raras ocasiones también se ha presentado como efecto secundario de ciertos medicamentos y como producto de la exposición a agentes tóxicos del medio ambiente.

### Abuso de drogas
La leucoencefalopatía puede ser producto de la inhalación, inyección intravenosa o ingestión de ciertas sustancias. No obstante, estos casos son raros, esporádicos y generalmente no se documentan. La leucoencefalopatía causada por inhalar heroína, también conocido como el síndrome de "perseguir al dragón", es uno de los casos más estudiados de este tipo y ha sido documentado por más de 25 años.
Algunos investigadores consideran que la leuconencefalopatía inducida por heroína podría, en realidad, ser causada por un contaminante o un adulterante (conocido como "cutting agent" en inglés), presente en la heroína. Sin embargo, no se ha identificado este agente e incluso se ha observado que la enfermedad se desarrolla como resultado del abuso de opiáceos libres de contaminantes. Los casos registrados incluyen a una mujer de 65 años que había estado tomando por accidente tres veces la cantidad prescrita de metadona y el de una niña intoxicada con tabletas de sulfato de morfina puro.

Otras drogas que han sido asociadas con la leucoencefalopatía tóxica en casos aún más raros incluyen una droga psicoactiva conocida como 2C-E, oxicodona, cocaína, y metadona. Sigue sin ser clara la relación entre la dosis y la respuesta para estas sustancias.

### Quimioterapia
Distintas drogas quimioterapéuticas han demostrado incrementar el riesgo de desarrollar leucoencefalopatía en pacientes de cáncer. Se sabe que altas dosis intravenosas de metotrexato, un compuesto necesario en el tratamiento por quimioterapia de leucemia linfoide aguda, causa leucoencefalopatía asintomática en niños. Se ha reportado que la prevalencia de la leucoencefalopatía relacionada al metotrexato disminuye con el tiempo y la dosis. Otros agentes quimioterapéuticos que son neurotóxicos incluyen al 5-fluorouracilo y la fludarabina.

### Neurotoxicidad de los medicamentos
Además de su papel en la quimioterapia, el metotrexato es administrado oralmente como tratamiento para la artritis reumatoide. Se puede desarrollar leucoencefalopatía a partir de un tratamiento prolongado con metotrexato incluso con bajas dosis. A diferencia de la leucoencefalopatía causada por la administración intravenosa de metotrexato en pacientes con cáncer, la provocada por el metotrexato administrado oralmente se asocia con deficiencia mental e incluso la muerte.
La oxicodona es el compuesto activo principal en muchos analgésicos. Altas dosis de opiáceos como la oxicodona y oxicontina pueden llevar al desarrollo de leucoencefalopatía. La actividad de varios opioides y receptores nociceptivos parecen desempeñar un papel importante en la enfermedad; sin embargo, el mecanismo completo se desconoce.
El metronidazol es un antibiótico que se usa en el tratamiento de infecciones de bacterias anaeróbicas y protozoarias y que, se sabe, provoca síntomas neurológicos asociados con la leucoencefalopatía tóxica.

### Otras causas
También se puede desarrollar leucoencefalopatía tóxica como resultado de intoxicación por monóxido de carbono, ingestión de metanol y etileno, exposición a tolueno, envenenamiento por etanol e ingestión de 3,4-metilendioximetanfetamina (MDMA o "éxtasis") o de paradiclorobenceno, el cual es un agente tóxico presente en las bolas de naftalina.

## Signos y síntomas
Los síntomas varían extensamente entre las fuentes de toxicidad, la dosis, el tiempo de exposición del paciente a la sustancia tóxica, el historial médico y la genética. Especialmente en el caso de la leucoencefalopatía causada por el abuso de alguna sustancia o exposición a una cierta toxina ambiental, generalmente no se presentan síntomas sino hasta días o meses después de la exposición al agente tóxico. Las características clínicas van desde la dificultad para prestar atención, problemas de memoria, y cambios de personalidad hasta demencia, coma e incluso la muerte. Las signos más claros de la enfermedad son problemas con funciones cognitivas y con el sentido de equilibrio. [cita requerida] Los primeros síntomas más comunes incluyen confusión, somnolencia, convulsiones generalizadas, dolores de cabeza y problemas de visión.
Pacientes jóvenes de leucemia linfoide aguda con leucoencefalopatía provocada por exposición a metotrexato al parecer son asintomáticos. Sin embargo, la leucoencefalopatía tóxica causada por el abuso de sustancias o exposición a toxinas del ambiente tienen efectos secundarios más nocivos. Se han descrito tres etapas de la leucoencefalopatía inducida por el consumo de heroína. En la primera etapa se presenta dificultad para hablar, ataxia cerebelar, incapacidad para mantenerse quieto y apatía/bradifrenia. La etapa intermedia incluyen signos de problemas en el sistema piramidal y signos pseudobulbares, paresia espástica, espas mioclónicos, y movimientos coroatetósicos. La etapa terminal se caracteriza por espasmos, mutismo acinético, paresia hipotónica, pirexia central y muerte. De manera similar, la leucoencefalopatía inducida por la administración oral de metotrexato en pacientes artríticos presenta síntomas similares que incluyen ataxia, disartria y convulsiones. Sin embargo, los efectos cognitivos a largo plazo son aun desconocidos. Los síntomas de la leucoencefalopatía causada por sobredosis de metronidazol, medicamento, incluyen disartria, un andar anormal, debilidad en las extremidades y confusión. Sin importar el agente farmacológico o la fuente de toxicidad, algunos pacientes se llegan a recuperar completamente de una leucoencefalopatía tóxica.

## Detección y diagnóstico
Debido a los avances en imagen por resonancia magnética, este desorden neurológico ha sido caracterizado con mayor éxito en los últimos años. La imagen por resonancia magnética puede ayudar a detectar el tejido cerebral dañado; sin embargo, la gravedad y grado de daño que se muestra en las imágenes no siempre refleja el estatus clínico del paciente. La leucoencefalopatía tóxica abarca la degradación de los tractos de sustancia blanca dedicados a funciones cerebrales superiores. Sin embargo, la sustancia blanca puede parecer normal hasta que la enfermedad haya progresado. Los daños a la sustancia blanca del sistema nervioso central relacionados con la leucoencefalopatía tóxica, generalmente del núcleo periventricular y otras estructuras en el cerebro, es normalmente bilateral y simétrico. La leucoencefalopatía inducida por el consumo de heroína normalmente involucra daño en la sustancia blanca del cerebelo, la sustancia blanca cerebral posterior, el brazo posterior de la cápsula interna y el pedúnculo cerebeloso. El lóbulo occipital es generalmente el más afectado, aunque los lóbulos frontal, parietal y temporal han demostrado estar también involucrados. Se ha demostrado que otras toxinas extienden el daño a otras estructural cerebral, incluyendo el hipocampo, el bulbo raquídeo, y el tronco del encéfalo.

## Tratamiento
Con la amplia gama de causas y la poca comprensión de la patofisiología, no existe una cura o tratamiento para la enfermedad. En algunos casos la leucoencefalopatía inducida por el consumo de medicamentos, tales como el metotrexato y el metronidazol, la enfermedad puede desaparecer gradualmente ya que se hayan retirado dichos medicamentos. Dependiendo de la fuente de toxicidad o de la sustancia farmacológica y la gravedad del daño a la sustancia blanca, los pacientes pueden recuperarse completamente de la enfermedad.
La coenzima Q10 y los suplementos vitamínicos, como la vitamina C y la vitamina E, y otras terapias antioxidantes han sido sugeridas para tratar a pacientes con leucoencefalopatía inducida por el consumo de heroína. Sin embargo, tales tratamientos rara vez han sido probados.

## Trastornos relacionados
El síndrome de encefalopatía posterior reversible (PRES por sus siglas en inglés) puede darse, de la misma manera, por el uso de medicamentos. En pacientes con este síndrome se han observado síntomas parecidos a los presentes en personas con leucoencefalopatía. Sin embargo, el pronóstico para pacientes con leucoencefalopatía tóxica es, por lo general, peor que en pacientes con PRES dado que es más probable que la leucoencefalopatía tóxica lleve a ataxia, demencia o coma.
La encefalopatía hipoglucémica generalmente aparece en pacientes diabéticos como resultado de una sobredosis accidental con medicamentos del grupo de las sulfonilureas de acción prolongada. Las regiones del cerebro afectadas por la leucoencefalopatía tóxica han demostrado ser también afectadas por la encefalopatía hipoglucémica. Sin embargo, se sabe que la encefalopatía hipoglucémica causa anomalías tanto en la sustancia blanca como en la sustancia gris.